# Stegerveld
Stegerveld (52° 34′ N, 6° 30′ L) é uma vila dos Países Baixos, na província de Overijssel. Stegerveld pertence ao município de Ommen, e está situada a 17 km, a sul de Hoogeveen.
A área de Stegerveld, que também inclui as partes periféricas da cidade, bem como a zona rural circundante, tem uma população estimada em 320 habitantes.